# Баллада о Джеке и Роуз
«Баллада о Джеке и Роуз» (англ. The Ballad of Jack and Rose) — американская социальная драма, написанная и поставленная режиссёром Ребеккой Миллер, главную роль в фильме исполнил её муж Дэниел Дэй-Льюис. Фильм рассказывает историю эколога и его дочери-подростка, которые живут в одиночестве на уединенном острове (который раньше был местом жительства коммуны хиппи), и их сложных отношениях, поскольку из-за болезни сердца жизнь Джека подходит к концу. Фильм был снят на острове Принца Эдварда и в Нью-Милфорде.

## Сюжет
Джек Слэвин (Дэниел Дэй-Льюис), шотландский фермер с болезнью сердца, живёт на острове, который был коммуной хиппи несколько десятилетий назад. Он изо всех сил пытается помешать землевладельцам строить здания на заболоченных участках острова. Его дочь-подросток Роуз (Камилла Белль) красивая, но изолированная девочка, имеет страсть к садоводству. Поскольку мать Роуз ушла из семьи, Джек в одиночку воспитывает свою дочь, и не подвергает её жизнь воздействиям внешних источников, за пределами их родного острова. Лишь изредка, садовод Грэй (Джейсон Ли) завозит Роуз цветы на рассаду.
Хотя Роуз не имеет ни малейшего желания менять свой образ жизни, Джек считает, что они оба «нуждаются в присутствии женщины». Он едет на материк, чтобы предложить своей подруге Кэтлин (Кэтрин Кинер), переехать к нему, пожить ради эксперимента. Джек сообщает новости потрясенной дочке, от которой он сохранял свои отношения в тайне. Роуз остается бескомпромиссной и презрительной, когда Кэтлин и её два сына-подростка приезжают к ним в дом.
Кэтлин изо всех сил пытается приспособиться к сельскому образу жизни Слэвина. Её сыновья Родни (Райан Макдональд) и Тэддиус (Пол Дано) являются почти полными противоположностями; Тэддиус — угрюмый, грубый хулиган, в то время как Родни скованный и часто игнорируемый юноша. Между тем, у Кэтлин складываются напряжённые отношения с Роуз, которая налаживает странные связи с её новыми «сводными братьями». Ясно, что она привлекает Тэддиуса, но он не нравится девушке. Однажды ночью, Роуз невольно застает Джека и Кэтлин в постели, в ней просыпается странная ревность. Роуз решает потерять свою девственность, и шокирует Родни, появляясь перед ним обнаженный до пояса, предлагая заняться сексом. Родни отказывается и размышляет о причинах её поступка, их разговор заканчивается тем, что он делает ей новую стрижку (коротко состригая её локоны). После этого, Роуз невозмутимо берет дробовик отца и заходит в спальню Джека и Кэтлин, когда они спят. Сначала шокированный Джек сталкивается с недоверием Роуз, но в итоге они оба хихикают, и кажется, забывают этот случай через нескольких минут.
Кэтлин спрашивает Джека о его отношениях с Роуз, и намекает, что девушка, возможно, имеет психологические проблемы, которые нужно решать. Джек отрицает, что у его дочери есть какие-либо проблемы. Тем временем, Роуз и Родни становятся хорошими друзьями. Родни часто подвергается критике матери за лишний вес, они постоянно спорят о его диете, но Роуз видит только его доброту и интеллект. Однако она все ещё думает о потере невинности, и мысли Роуз поворачиваются к Тэдиуссу. Заманивая в ловушку медноголовую змею, предназначенную для того, чтобы испугать Кэтлин, Роуз видит Тэдиусса и Ред Берри (подругу, приехавшею к Родни) занимающихся сексом в лесу. Той же ночью Тэддиус входит в комнату Роуз, когда она лежит в постели. Хотя она не любит его, девушка позволяет ему заняться с ней сексом, и даже произносит робкое «спасибо» позже.
Чтобы разозлить отца, Роуз вешает свою окровавленную простыню во дворе. Джек разъярён, что его дочь была «развращена», и даёт Тэддиусу один день, чтобы убраться из дома. Тем временем Кэтлин устраивает истерику, обнаруживая медноголовую змею, которая выползла из клетки. В результате хаоса все домашнее хозяйство становится на грань распада. Той же ночью Роуз организовывает показ фильма о коммуне хиппи в домике на дереве. Пока идет фильм, Тэддиус пытается поцеловать Роуз, но его грубо останавливает Джек. После драки Тэддиус падает из окна домика и его срочно отвозят в больницу с множественными переломами. Семья Кэтлин уезжает с острова, Родни и Ред Берри предлагают Роуз уехать с ними, но девушка остается с отцом. После нервного разговора в машине Роуз убегает в недостроенный частный дом и прячется там в течение нескольких дней. Когда Джек находит её, он предлагает ей вернуться домой, для этого он готов попросить Кэтлин уехать. Вернувшись в дом, Джек предлагает Кэтлин 15 000$ за её отъезд, опешившая женщина требует 20 000 $, Джек выписывает чек.
Джек возвращается в убежище Роуз, и она вне себя от радости из-за новостей об отъезде Кэтлин. Той же ночью, отдыхая на кровати, в полузабытье между отцом и дочерью происходит поцелуй. Роуз не видит в этом ничего плохого, так как она никогда никого не любила кроме отца. Джек вскакивает с кровати, переживает и обливается горькими слезами.
Болезнь Джека ухудшается, и он решает позволить строителям застроить заболоченные места, земля имеет хорошую цену, и он хочет оставить больше денег дочке. Застройщик Марти Рэнтс (Бо Бриджес) предлагает ему подумать ещё, Джек и Роуз возвращаются домой, и Джек умирает через несколько дней. Девушка первоначально планировала убить себя после смерти отца, но когда Роуз подожгла дом и легла рядом с его телом, она передумала и убежала из пекла, так как пообещала ему не совершать самоубийство.
Два года спустя, Роуз показывают, живущей в Вермонте и работающей в оранжерее Грэя.

## В ролях
| Актёр            | Роль        |
| ---------------- | ----------- |
| Дэниел Дэй-Льюис | Джек Слэвин |
| Камилла Белль    | Роуз Слэвин |
| Кэтрин Кинер     | Кэтлин      |
| Райан Макдональд | Родни       |
| Пол Дано         | Тэддиус     |
| Джейсон Ли       | Грэй        |
| Джена Мэлоун     | Ред Берри   |
| Бо Бриджес       | Марти Рэнс  |
| Сюзанна Томпсон  | Мириам Рэнс |

## Выпуск и отзывы
Премьера картины состоялась на кинофестивале «Сандэнс» 23 января 2005 года. Позже, 23 марта того же года, был проведён ограниченный показ в 4 кинотеатрах – фильм собрал $59,459 в свой первый уик-энд. Самые высокие позиции в сборах были достигнуты в ходе второй недели проката ($135,100), а самые низкие – в последнюю (всего $406). Широкий релиз фильма состоялся в 74 кинотеатрах. Кассовые сборы картины составили $712,275 внутри страны и всего $916,051 по всему миру.
Мнения критиков были совершенно полярны. Некоторым фильм не понравился: например, Тодд Маккарти из Variety, написал, что он «оказывается втянутым в случайные развлечения, которые вводят драму в заблуждение». Другие хвалили фильм; Кеннет Туран из Los Angeles Times назвал фильм «моделью художественного, провокационного американского кино».
Большой разрыв между мнениями критиков, – хвалебными отзывами и презрением, – был также продемонстрирован критиками Роджером Эбертом и Ричардом Роупером, которые имели разногласия, обсуждая фильм в своей телевизионной программе. Роупер был впечатлен кинематографией, однако отклонил фильм и раскритиковал изображение персонажа Джека, резюмируя: «Баллада о Джеке и Роуз — кислая песня, акцентированная уродливым поведением персонажей, которые должны быть симпатичными». Эберт, в свою очередь, похвалил фильм в большинстве аспектов, в конечном счёте называя его «захватывающим опытом».

## Издание на DVD
Фильм вышел на DVD 16 августа 2005 года. Диск содержит комментарии режиссёра и сценариста Ребекки Миллер и материал о создании фильма.